# ديلبرت فولر
ديلبرت فولر (بالإنجليزية: Delbert Fowler)‏ هو لاعب كرة قدم كندية أمريكي، (ولد في كليفلاند في الولايات المتحدة 1908  م).